# St. Cloud (Minnesota)
St. Cloud é uma cidade localizada no estado americano de Minnesota. Na cultura pop, é a cidade natal do personagem Marshall Eriksen (interpretado pelo ator Jason Segel), da série How I Met Your Mother.

## Demografia
Segundo o censo americano de 2000, a sua população era de 59.107 habitantes.

## Introduction
St. Cloud conhecida por o granito extraido do sol.  Ha uma parque se chama 'Quarry Park' para preserver o cultura de este actividade do ciudade. Tem um forte cultura de beisbol e hockey.  Tambem tem um jardín de flores se chama Munsinger Gardens.

## Geografia
De acordo com o United States Census Bureau tem uma área de
80,1 km², dos quais 78,1 km² cobertos por terra e 2,0 km² cobertos por água.

## Localidades na vizinhança
O diagrama seguinte representa as localidades num raio de 16 km ao redor de St. Cloud.